# Kranzenziane
Die Pflanzengattung Kranzenziane (Gentianella) gehört zur Familie der Enziangewächse (Gentianaceae). Diese Gattung ist weltweit verbreitet, alleine in Südamerika gibt es etwa 170 Arten.

## Beschreibung

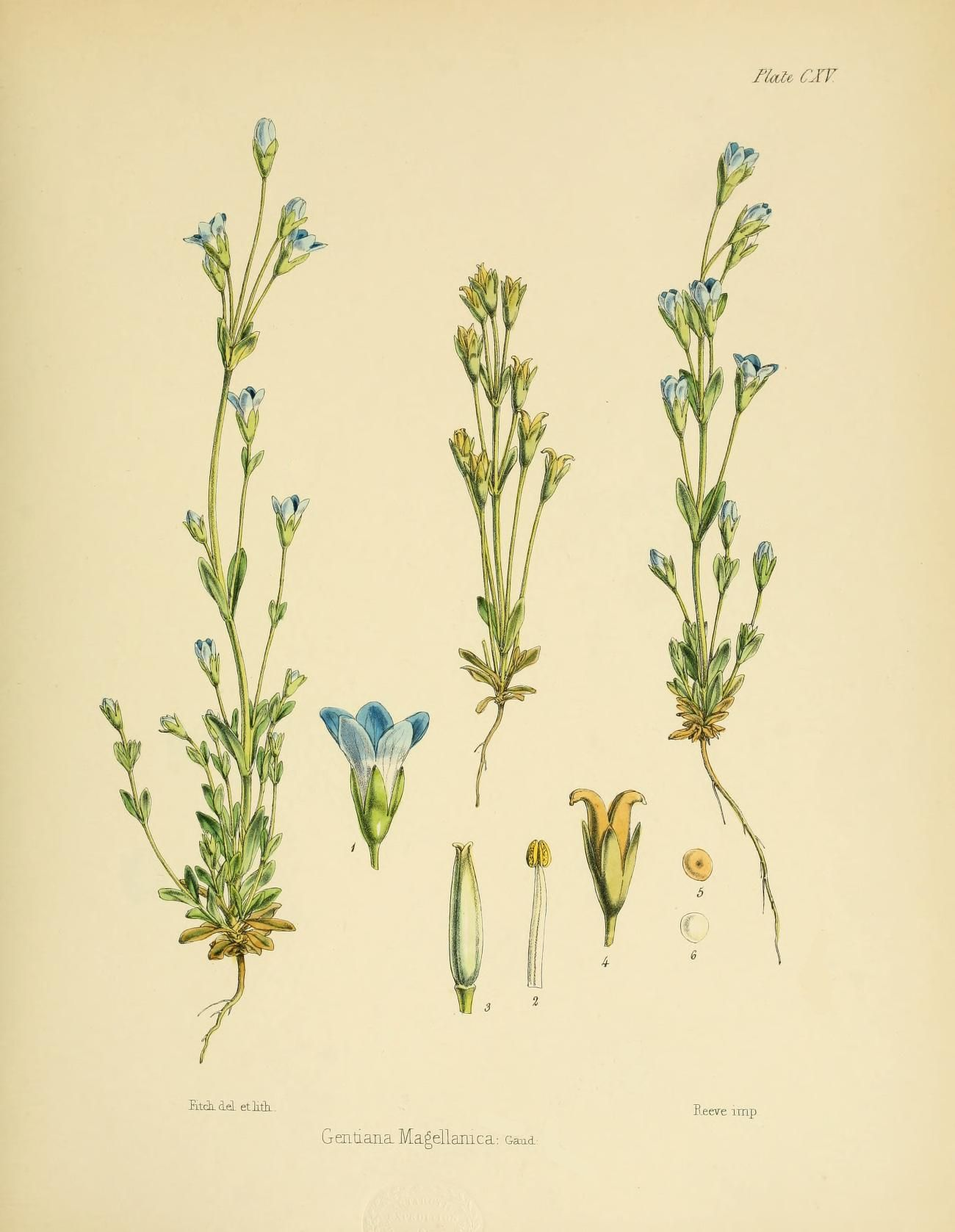
Illustration aus Flora Antarctica, Tafel CXV von Gentianella magellanica

### Vegetative Merkmale
Gentianella-Arten wachsen als ein- bis zweijährige oder seltener ausdauernde krautige Pflanzen. Die Laubblätter sind kreuzgegenständig oder seltener wirtelig in grundständigen Blattrosetten oder am Stängel verteilt angeordnet. Die Blattspreiten sind einfach.

### Generative Merkmale
Die Blüten stehen endständig einzeln oder in zymösen Blütenständen zusammen.
Die zwittrigen Blüten sind radiärsymmetrisch und vier- oder fünfzählig mit doppelter Blütenhülle. Die vier oder fünf Kelchblätter sind verwachsen. Beim Kelch ist keine Verbindungshaut (im Unterschied zu vielen Gentiana-Arten) vorhanden. Die vier oder fünf Kronblätter sind röhrig oder trichterförmig verwachsen. Anders als bei vielen Gentiana-Arten sind keine Faltenlappen (Plicae) zwischen den Kronzipfeln, Anhängsel oder gefranste Schuppen an der Kronblattbasis vorhanden. Es sind Nektarien an der Basis der Kronröhre vorhanden. Es ist nur ein Kreis mit vier oder fünf Staubblättern vorhanden. Die Staubblätter sind an der Kronröhre inseriert und ragen nicht aus der Kronröhre heraus. Der Griffel ist kurz bis fehlend. Die Narbe ist zweilappig.
Die zweiklappige Kapselfrucht enthalten vielen Samen. Die Samenoberfläche ist glatt bis warzig.

## Systematik und Verbreitung

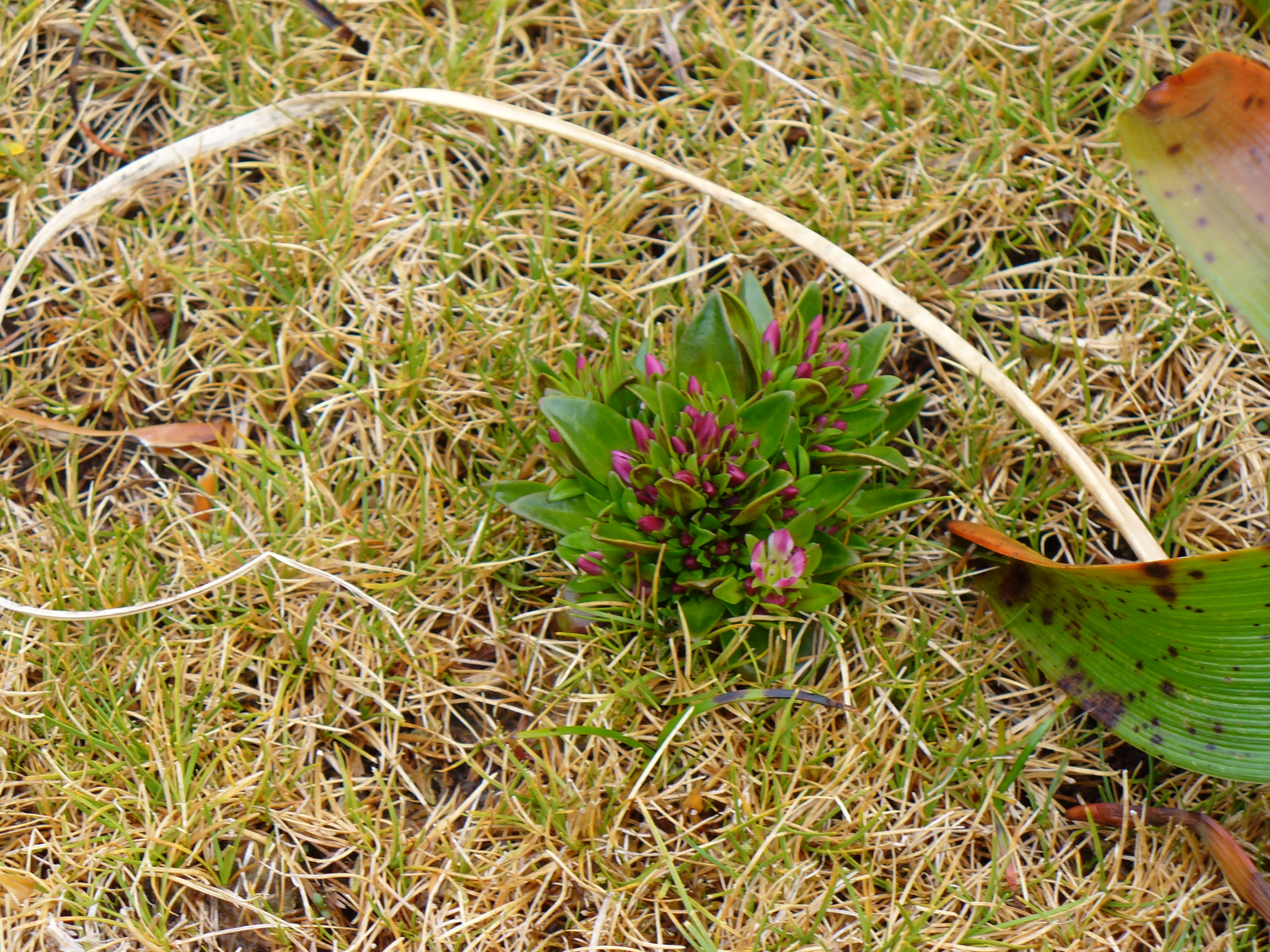
Gentianella antarctica auf Campbell Island

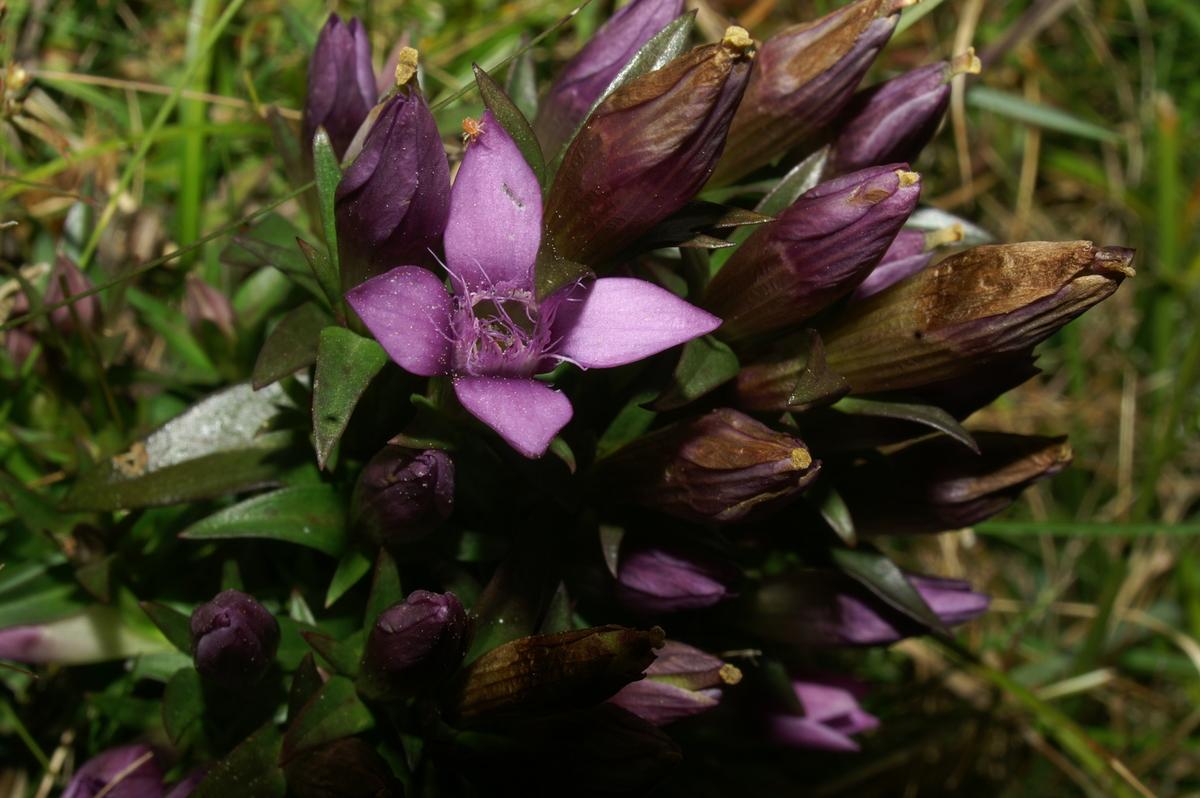
Kelch-Kranzenzian (Gentianella anisodonta)

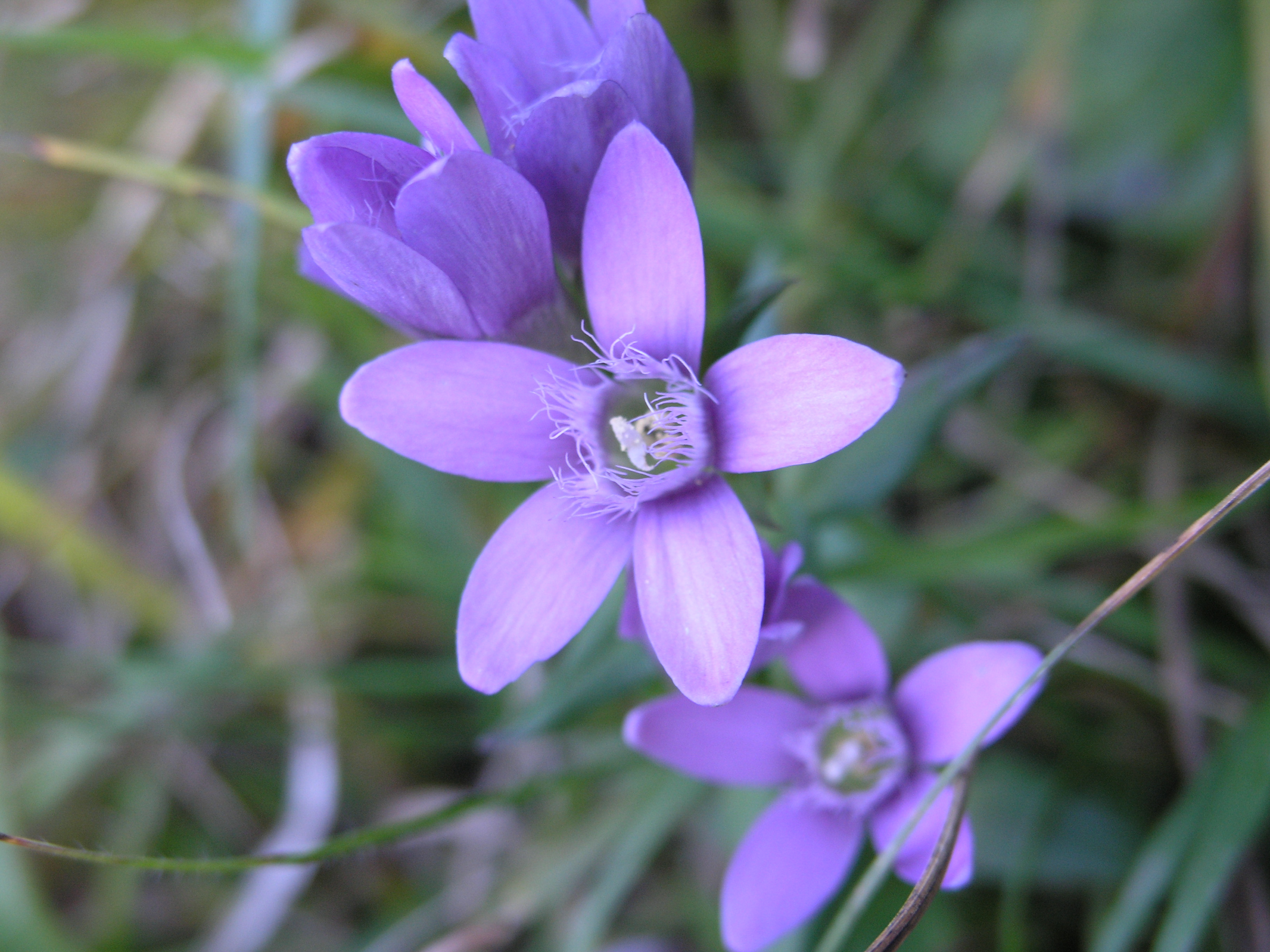
Deutscher Fransenenzian
(Gentianella germanica)

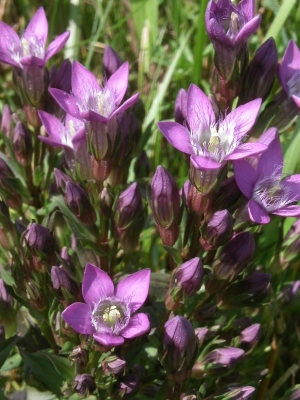
Böhmischer Enzian
(Gentianella praecox)

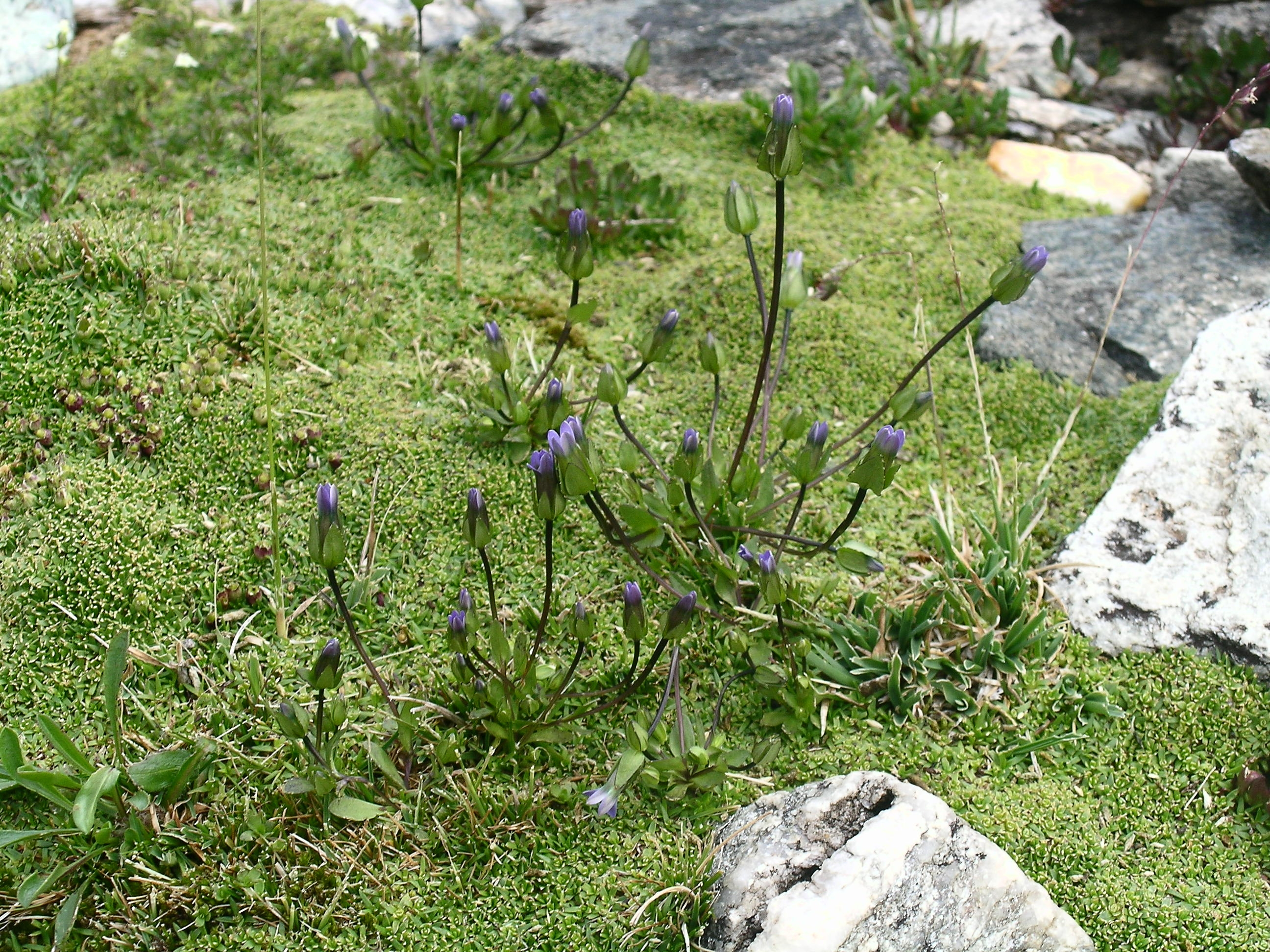
Zarter Enzian (Gentianella tenella)

### Taxonomie
Die Gattung Gentianella wurde 1794 durch Conrad Moench in Methodus Plantas Horti Botanici et Agri Marburgensis : a staminum situ describendi, S. 482 mit der Typusart Gentianella tetrandra Moench aufgestellt. Der Gattungsname Gentianella ist ein Diminutiv und bedeutet einfach direkt übersetzt der „Kleine Enzian“. Synonyme für Gentianella Moench sind: Aliopsis Omer & Qaiser, Aloitis Raf., Arctogentia Á.Löve, Chionogentias L.G.Adams, Parajaeschkea Burkill, Pitygentias Gilg, Selatium G.Don.

### Äußere Systematik und botanische Geschichte
Die Gattung Gentianella gehört zur Subtribus Swertiinae aus der Tribus Gentianeae innerhalb der Familie Gentianaceae.
Nicht mehr zur Gattung Gentianella gehören die 20 Arten der Gattung Aloitis Raf. (Auswahl):
- Gentianella azurea (Bunge) Holub: Sie ist in Kasachstan, Kirgisistan, Bhutan, der Mongolei, Sibirien, Tibet und in den chinesischen Provinzen Gansu, Qinghai, nordwestlichen Sichuan, nordwestlichen Yunnan sowie in Xinjiang verbreitet.[2] → Aloitis azurea (Bunge) Omer[5]
- Aloitis falconeri (C.B.Clarke) Omer, Qaiser & Ali[5]
- Aloitis holosteoides Omer, Qaiser & Ali[5]
- Gentianella moorcroftiana (Wallich ex G.Don) Airy Shaw: Sie ist in Afghanistan, Pakistan, Indien, Kaschmir, Nepal und Tibet verbreitet.[4][2] → Aloitis moorcroftiana (Wall. ex G.Don) Omer, Qaiser & Ali[5]
- Gentianella umbellata (M.Bieb.) Holub → Aloitis umbellata (M.Bieb.) Omer, Qaiser & Ali: Sie kommt vom Kaukasusraum bis Pakistan vor.[5]

Früher wurden die Kranzenziane (Gentianella) zur Gattung der Enziane (Gentiana) hinzugerechnet, diese beiden Gattungen gehören aber entsprechend molekulargenetischer Daten in unterschiedliche Subtribus. Das deutlichste Unterscheidungsmerkmal ist, dass bei allen in Mitteleuropa heimischen Gentianella-Arten im Schlund der Blütenkrone eine gefranste und mit Leitbündeln versorgte Schuppe pro Kronzipfel vorhanden ist. Es wird dadurch eine Art Kranz gebildet (siehe Name „Kranzenzian“). Bei außereuropäischen Arten können diese Schlundschuppen auch fehlen. Von den Kranzenzianen wurden später noch die Fransenenziane (Gentianopsis) mit am Rand gefransten Kronzipfeln und die Haarschlünde (Comastoma) mit ebenfalls gefransten, aber anatomisch anders gebauten Schlundschuppen abgetrennt.

### Verbreitung
Diese Gattung ist weltweit verbreitet, die meisten, es etwa 170 (Stand 2021), Gentianella-Arten kommen in Südamerika vor. Außerdem kommen Arten in den Gemäßigten Gebieten von Neuseeland, Australien, Eurasien, Nordamerika und im nordwestlichen Afrika vor.

### Ausgewählte Arten und ihre Verbreitung
Es gibt je nach Autor 125 bis 250 Arten in der Gattung Kranzenziane (Gentianella):
- Gentianella acuta (Michaux) Hultén: Sie ist in Nordamerika, im östlichen Russland, in der Mongolei, der Inneren Mongolei und in den chinesischen Provinzen Hebei, Heilongjiang, Jilin, Liaoning, Ningxia, Shaanxi, Shandong sowie Shanxi weitverbreitet.[2]
- Bitterer Fransenenzian (Gentianella amarella (L.) Börner): Er ist Nordamerika und Europa verbreitet.
- Gentianella angustiflora Harry Smith: Sie kommt in Kaschmir, Nepal und Tibet vor.[2]
- Kelch-Kranzenzian (Gentianella anisodonta (Borbás) Á.Löve & D.Löve): Seine Heimat ist Österreich, die Schweiz, Italien, Slowenien, Kroatien und die Türkei.[6]
- Gentianella anomala (C.Marquand) T.N.Ho: Sie gedeiht in Höhenlagen von 3400 bis 4200 Metern in den chinesischen Provinzen Sichuan sowie nordwestlichen Yunnan.[2]
- Gentianella antarctica (Kirk) T.N.Ho & S.W.Liu: Sie kommt in Neuseeland vor.
- Gentianella arenaria (Maximowicz) T.N.Ho: Sie gedeiht in Höhenlagen von 3400 bis 5400 Metern im nördlichen Tibet und in den chinesischen Provinzen Gansu sowie Qinghai.[2]
- Rauer Kranzenzian (Gentianella aspera (Hegetschw. & Heer) Skalický, Chrtek & J.Gill)
- Österreichischer Kranzenzian (Gentianella austriaca (A.Kern. & Jos.Kern.) Holub)
- Feld-Kranzenzian (Gentianella campestris (L.) Börner)
- Engadin-Kranzenzian (Gentianella engadinensis (Wettst.) Holub): Er kommt in der Schweiz, in Italien und Bulgarien vor.[6]
- Gentianella gentianoides (Franchet) Harry Smith: Sie gedeiht in Höhenlagen von 2700 bis 4200 Metern in den chinesischen Provinzen südliches Sichuan, nordöstliches sowie westliches Yunnan.[2]
- Deutscher Fransenenzian (Gentianella germanica (Willd.) Börner)
- Karpaten-Kranzenzian (Gentianella lutescens (Velen.) Holub)
- Zwergenzian (Gentianella nana (Wulfen) N.M.Pritch.): Es ist ein Endemit der Ostalpen und kommt in Österreich, Italien und Kroatien.[6]
- Haar-Kranzenzian (Gentianella pilosa (Wettst.) Holub): Seine Heimat ist Italien und Slowenien.[6]
- Böhmischer Enzian (Gentianella praecox (A.Kern. & Jos.Kern.) E.Mayer, Syn.: Gentianella bohemica Skalický): Er kommt in Deutschland, Österreich, Tschechien und Polen vor.[6]
- Gentianella pygmaea (Regel & Schmalhausen) Harry Smith: Sie ist in Tadschikistan, Kirgisistan, Sikkim, Indien, Tibet und in den chinesischen Provinzen Qinghai, Sichuan sowie in Xinjiang verbreitet.[2]
- Ästiger Kranzenzian (Gentianella ramosa (Hegetschw.) Holub): Er kommt in Frankreich, Italien und in der Schweiz vor.[6]
- Rätisch-Kranzenzian, oder irreführend Deutscher Kranzenzian genannt (Gentianella rhaetica (A.Kern. & Jos.Kern.) Á.Löve & D.Löve)
- Gentianella quinquefolia (L.) Small: Sie ist Nordamerika in Kanada und in den USA verbreitet.[4]
- Steirischer Kranzenzian (Gentianella styriaca nom. nud.)
- Zarter Enzian, Zarter Fransenenzian (Gentianella tenella (Rottb.) Börner): Er ist in Europa verbreitet.[6]
- Gentianella turkestanorum (Gandoger) Holub: Sie ist in Kasachstan, Tadschikistan, Russland, in der Mongolei und in Xinjiang verbreitet.[2]
- Gentianella uliginosa (Willd.) Börner (Syn.: Gentiana uliginosa Willd., Gentiana amarella subsp. uliginosa (Willd.) Arcang., Gentiana amarella subsp. uliginosa (Willd.) P.Fourn., Gentianella amarella subsp. uliginosa (Willd.) Tzvelev)[6]

## Ergänzende Literatur für europäische Arten
- Manfred A. Fischer, Wolfgang Adler, Karl Oswald: Exkursionsflora für Österreich, Liechtenstein und Südtirol. 2., verbesserte und erweiterte Auflage. Land Oberösterreich, Biologiezentrum der Oberösterreichischen Landesmuseen, Linz 2005, ISBN 3-85474-140-5.